# Eo biển Bering

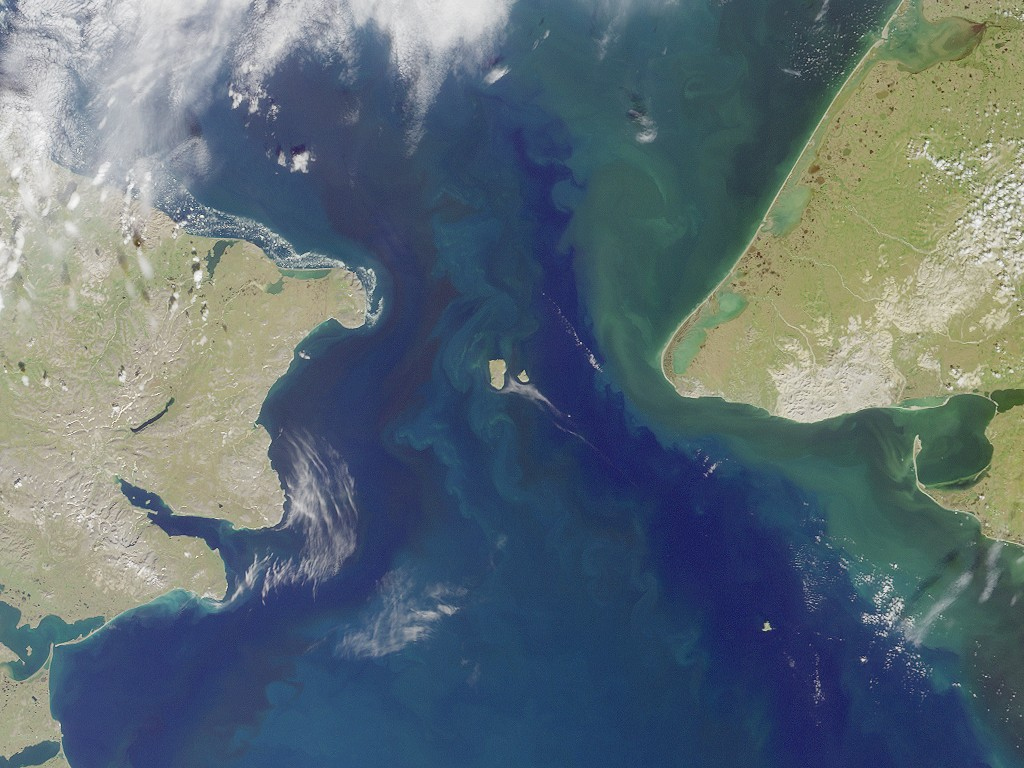
Ảnh chụp từ vệ tinh của eo biển Bering

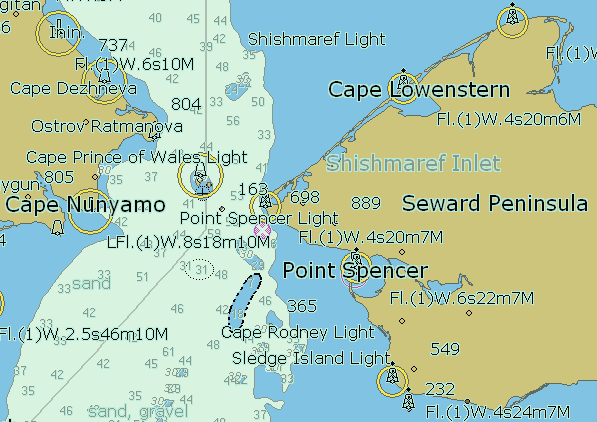
Bản đồ hàng hải của eo biển Bering

Eo biển Bering là eo biển phân cách châu Á và Bắc Mỹ, nằm giữa mũi Dezhnev, điểm cực đông của châu Á và mũi Prince of Wales (Hoàng tử xứ Wales), điểm cực tây của châu Mỹ. Nó rộng khoảng 85 km (53 dặm), với độ sâu từ 30 đến 50 m (100–165 ft).
Eo biển này nối biển Chukchi (một phần của Bắc Băng Dương) ở phía bắc với biển Bering (một phần của Thái Bình Dương) ở phía nam. Nó được đặt tên theo Vitus Bering, một nhà thám hiểm người Nga gốc Đan Mạch, là người đã vượt qua eo biển này năm 1728.
Quần đảo Diomede (hay quần đảo Ratmanov trong tiếng Nga) nằm ở khoảng chính giữa của eo biển Bering.
Đã có những đề nghị xây dựng cầu để nối liền hai bờ eo biển Bering giữa Alaska và Siberia, được một số người phong cho là Cầu hòa bình liên lục địa, và còn có những đề nghị khác để nối liền hai bờ bằng đường hầm dưới đáy eo biển.
Trong các thời kỳ băng hà, khu vực eo biển đã là cầu đất liền được biết đến như là cầu đất liền Bering.